# 久松真一 (脚本家)
久松 真一（ひさまつ しんいち、1960年10月23日 - ） は日本の脚本家、劇作家、演出家。

## 略歴
福岡県北九州市八幡東区出身。天理大学外国語学部フランス学科卒業後、天理教道友社出版部に勤務。1987年より2年間、富良野塾にて脚本家倉本聰に師事する。第五期生。
1991年、日本テレビの連続ドラマ『助教授一色麗子　法医学教室の女』（主演篠ひろ子）の最終回を執筆してデビュー。2004年、NHKのドラマ『玄海〜わたしの海へ〜』で、放送文化基金賞テレビドラマ部門本賞を受賞。2011年、WOWOWのドラマ『再生巨流』で、ＡＴＰ賞テレビグランプリ2011、ドラマ部門優秀賞を受賞。同年、渡哲也、渡瀬恒彦の兄弟が40年ぶりに共演した話題のドラマ、ドラマ特別企画2011『帰郷』（TBS）を執筆。また俳優座劇場にて『贋作・水滸伝』（演出・宇治川まさなり）を上演、シアターコレドで上演した『ザ・ドライバー』(演出・水谷俊之)では、福島原発の問題に全く独自の視点、発想で切り込み、衝撃を与えた。また2016年佐藤浩市主演の映画『64─ロクヨン　前編/後編』の脚本を執筆、前後編合わせて観客動員270万人を超える大ヒットとなり、同作前編で日本アカデミー賞優秀脚本賞を受賞。
日本脚本家連盟員　日本放送作家協会理事　日本アカデミー賞協会会員　日大藝術学部講師

## 主な作品

### テレビドラマ
・『ドラマスペシャル　私刑人～正義の証明』（テレビ朝日　主演・遠藤憲一　2020年）
・『逆転弁護士　水木邦夫～声なき叫び』（TBS　主演・草刈正雄　2020年）
・『深層捜査スペシャル』（テレビ朝日　主演・長塚京三　2019年）
- 横山秀夫サスペンス（TBS版）
  - 『逆転の夏』(主演・佐藤浩市 2001年)
  - 『第三の時効』シリーズ 
    - 『沈黙のアリバイ』(主演・渡辺謙 2002年)
    - 『第三の時効』(主演・緒形直人 2003年)
    - 『ペルソナの微笑』(主演・金子賢 2004年)
    - 『囚人のジレンマ』(主演・橋爪功 2004年)
    - 『モノクロームの反転』(主演・段田安則 2005年)
- 横山秀夫サスペンス（WOWOW ドラマW版）
  - 『18番ホール』(主演・仲村トオル 2010年)
  - 『誤報』(主演・岸谷五朗 2010年)
- 『助教授一色麗子 法医学教室の女』(主演・篠ひろ子 日本テレビ 1991年)
- JTドラマボックス『泣きたい夜もある』(主演・松岡昌宏 有森也実ほか TBS 1993年)
- 『西遊記』(主演・唐沢寿明 日本テレビ 1994年)
- 『BLACK OUT』(主演・椎名桔平 テレビ朝日 1995年)
- 花王愛の劇場『天までとどけ6』(主演・綿引勝彦 岡江久美子 TBS 1997年)
- 新春ドラマスペシャル『おめでとう!』(主演・武田鉄矢 日本テレビ 1997年)
- 『ハルモニア この愛の涯て』(主演・堂本光一 原作・篠田節子 日本テレビ 1998年)
- 『せつない』(主演・平井堅ほか テレビ朝日 1998年)
- 連続ドラマ愛の詩『浪花少年探偵団』(主演・山田まりや 原作・東野圭吾 NHK 2000年)
- 『ナイトホスピタル』(主演・仲間由紀恵 日本テレビ 2002年)
- 『ラストシーン』(主演・内藤剛志 原作・川内康範 TBS 2003年)
- 水曜ミステリー9
  - 『温泉仲居探偵の事件簿2』(主演・室井滋 テレビ東京 2003年)
  - 『農家の嫁は弁護士!神谷純子のふるさと事件簿』(主演・浅野ゆう子 テレビ東京 2005年)
  - 『検察官キソガワ』(主演・高嶋政伸 テレビ東京 2005年)
  - 『食い道楽!出張料理人 亀崎源一』(主演・渡瀬恒彦 テレビ東京 2006年)
  - 『逆転弁護士ヤブハラ』(主演・長塚京三 テレビ東京 2015年)
  - 『信州山岳刑事 道原伝吉４』(主演・松平健 テレビ東京 2015年)
  - 『逆転弁護士ヤブハラⅡ』(主演・長塚京三 テレビ東京 2015年)
- 『玄海〜わたしの海へ〜』(主演・原田大二郎ほか NHK福岡 2004年)[1]
- 『長く孤独な誘拐』(主演・上川隆也 原作・貫井徳郎 TBS 2004年)
- 『新・京都迷宮案内8』(主演・橋爪功 テレビ朝日 2006年)
- 『桜庭さやかの事件簿』(主演・萬田久子 TBS 2009年)
- ドラマW『再生巨流』（主演・渡部篤郎、WOWOW 2011年）
- ドラマ特別企画2011『帰郷』(主演・渡哲也・渡瀬恒彦 TBS 2011年)
- ドラマW『テミスの求刑』（主演・仲里依紗、WOWOW 2015年）
- ドラマW『きんぴか』（主演・中井貴一、WOWOW 2016年）
- 生きて、ふたたび 保護司・深谷善輔（主演・舘ひろし NHK BSプレミアム 2021年）

### 映画
- 『きみに届く声』(主演・眞木大輔『EXILE』、原作・渡辺淳一、監督・塩屋俊、配給・エイベックス・エンタテインメント、2008年)
- 『64-ロクヨン- 前編/後編』（主演・佐藤浩市、原作・横山秀夫、監督・瀬々敬久、配給・東宝、2016年）
- 『おまえの罪を自白しろ』（主演・中島健人、原作・真保裕一、監督・水田伸生、配給・松竹、2023年）

### ラジオドラマ
- NHK-FMシアター『いつか見た広島〜吉田拓郎物語〜』(NHK広島局開局80周年記念ラジオドラマ　2009年)

### 舞台
- 『ROAD〜地雷を踏んだらサヨウナラ〜』(主演・加藤久雅　李鐘浩　東京芸術劇場　2003年)
- 『贋作・水滸伝』(主演・佐伯太輔 　演出・宇治川まさなり 俳優座劇場  2011年)
- 『ザ・ドライバー』(主演・由地慶伍  演出・水谷俊之 シアターコレド  2011年)

### ドキュメンタリー
- ドキュメンタリースペシャル『ジーコ　神様の素顔』(フジテレビ　1994年)
- 『神様ジーコと米米CLUB〜宴〜』(フジテレビ　1995年)

### 著作
- 『BLACK OUT』(幻冬舎刊)
- 『せつない』(テレビ朝日出版刊)